# テレビ熊本夕方ニュース枠
『テレビ熊本夕方ニュース枠』は、テレビ熊本で1984年4月2日から設けられた夕方のローカルワイドニュース番組枠である。

## 番組概要
- 1969年4月1日の開局以来、TKUの18時台のローカルニュースは5分程度のミニ番組であった。
- 熊本県内各局がローカルニュースをワイド化していく中、TKUも開局15年目にして25分のワイドニュース枠『TKUニュース・アイ』を放送開始。
- 同年10月1日からはフジテレビ発の全国ニュース『FNNスーパータイム』を内包し、放送時間を1時間に拡大した（ローカルパートは18時20分から）。正式タイトルは『FNN TKUニュース・アイ』である。
- 『TKUニュース・アイ』として1984年4月2日から1989年3月31日まで5年間放送された後、1989年4月3日から1997年3月30日まで全国ニュースの『FNNスーパータイム』にタイトルを合わせた『FNN TKUスーパータイム』へと改題リニューアルしたが、後に『TKUスーパータイム FNN』に変更された。
- なお、本番組は平日版・週末版ともに同じタイトルだったが、1997年3月31日から1998年3月29日まで平日のみ『FNN TKUニュース5:50 ザ・ヒューマン』では週末版と年末年始版が別タイトルになり、『FNN TKUニュース ザ・ヒューマン』と題して放送された。
- 1998年3月30日より「TKUスーパーニュース」が放送開始。週7日の帯で放送されていたが2002年から平日版は「TKUスーパーニュースぴゅあピュア」と改題されて放送された。
- 2013年3月29日をもって11年間にわたり放送された「TKUスーパーニュースぴゅあピュア」が放送終了するのに伴い再び「TKUスーパーニュース」として放送された。
- 2015年3月29日に「TKUスーパーニュース」が放送終了。その後は「TKUみんなのニュース」→「TKUプライムニュース」→「TKU Live News」と改題している。

## 放送時間

### TKUニュース・アイ
- 月曜日 - 金曜日 18:30 - 18:55（1984年4月2日 - 1984年9月28日）

### FNN TKUニュース・アイ
- 月曜日 - 金曜日 18:00 - 18:55（1984年10月1日 - 1989年3月31日）

### TKUスーパータイム
- 月曜日 - 金曜日 18:00 - 18:55（1989年4月3日 - 1997年3月28日）
- 土曜日 18:00 - 18:30（1989年4月8日 - 1997年3月29日）
- 日曜日 17:30 - 18:00（1989年4月9日 - 1997年3月30日）

### TKUニュース5:50 ザ・ヒューマン
- 月曜日 - 金曜日 17:50 - 19:00（1997年3月31日 - 1998年3月27日）

### TKUニュース ザ・ヒューマン
- 土曜日 18:00 - 18:30（1997年4月5日 - 1998年3月28日）
- 日曜日 17:30 - 18:00（1997年4月6日 - 1998年3月29日）

## 歴代出演者

### ニュースキャスター
- 安藤博之
- 守田喬
- 矢部絹子
- 福田浩一
- 中村ひろみ
- 荒木恒竹
- 野田亜紅

ほか

### お天気キャスター
- 松本尚子